# Chłopska Prawda
Chłopska Prawda – dwutygodnik wydawany przez Wydział Wiejski CKW Polskiej Partii Socjalistycznej w latach 1921-1939. 
Czasopismo wydawane było od 1921 roku jako następca pisma Niedola Chłopska. Poruszało problemy polskiej wsi, szczególnie chłopów małorolnych i robotników rolnych. Jego celem było: uświadamianie i organizowanie ludności wiejskiej i związanie jej z klasą robotniczą w celu stworzenia wspólnoty chłopów i robotników. Redaktorami Chłopskiej Prawdy byli między innymi: Marian Nowicki, Stanisław Niemyski i Zygmunt Zaremba. 